# Boks na Igrzyskach Afrykańskich 1995
Wyniki zawodów bokserskich, które rozgrywane były w dniach 13–23 września 1995 roku w zimbabwejskim mieście Harare.

## Medaliści
| Kategoria wagowa                | Złoto                  | Srebro             | Brąz                                   |
| Waga papierowa (-48 kg)         | Masibulele Makepula    | Mohamed Ali Solman | Peter Okolo Anicet Rasoanaivo          |
| Waga musza (-51 kg)             | Richard Sunee          | Boniface Mukuka    | Moustafa Esmail Arson Mapfumo          |
| Waga kogucia (-54 kg)           | Riadh Klai             | Kehinde Aweda      | Duncan Karanja Oscar Chongo            |
| Waga piórkowa (-57 kg)          | Salih Abdelbary        | Phillip N'dou      | Daniel Attah Josian Lebon              |
| Waga lekka (-60 kg)             | Irvin Buhlalu          | Denis Zimba        | Julio Mboumba George Maina             |
| Waga lekkopółśrednia (-63,5 kg) | Haji Ally Matumla      | Aboubacar Diallo   | Davis Mwale Peter Bulinga              |
| Waga półśrednia (-67 kg)        | Kamel Chater           | Evans Ashira       | Ernest Atangana Mboa Khaled Abdelhamid |
| Waga lekkośrednia (-71 kg)      | Mohamed Salah Marmouri | Rival Cadeau       | Alex Kwangwari Victor Kunene           |
| Waga średnia (-75 kg)           | Mohamed Bahari         | Sackey Shivute     | Dan Mathunjawa Kabary Salem            |
| Waga półciężka (-81 kg)         | Peter Odhiambo Opiyo   | Paul Mbongo        | Sybrand Botes Roland Raforme           |
| Waga ciężka (-91 kg)            | Omar Ahmed Rajab       | Nedjadi Belahouel  | Friday Ahunanya Collice Mutizwa        |
| Waga super ciężka (+91 kg)      | Duncan Dokiwari        | Liadi Al-Hassan    | Pono Kamanga David Anyim               |